# 博爾德 (伊利諾伊州)
博爾德（英語：Boulder）是位於美國伊利諾伊州克林頓縣的一個非建制地區。該地的面積和人口皆未知。

## 地理
博爾德的座標為38°41′48″N 89°11′32″W / 38.69667°N 89.19222°W，而該地的平均海拔高度為142米（即466英尺）。